# Onthophagus viridicervicapra
Onthophagus viridicervicapra är en skalbaggsart som beskrevs av Ochi, Kon och Tsubaki 2009. Onthophagus viridicervicapra ingår i släktet Onthophagus och familjen bladhorningar. Inga underarter finns listade i Catalogue of Life.